# Millesimovský palác (Celetná)
Millesimovský (případně Caretto-Millesimovský nebo Cavrianovský) palác je vrcholně barokní budova v ulici Celetná 597/13, na Starém Městě, Praha 1. Je od roku 1964 chráněn jako kulturní památka České republiky.

## Dějiny a popis paláce

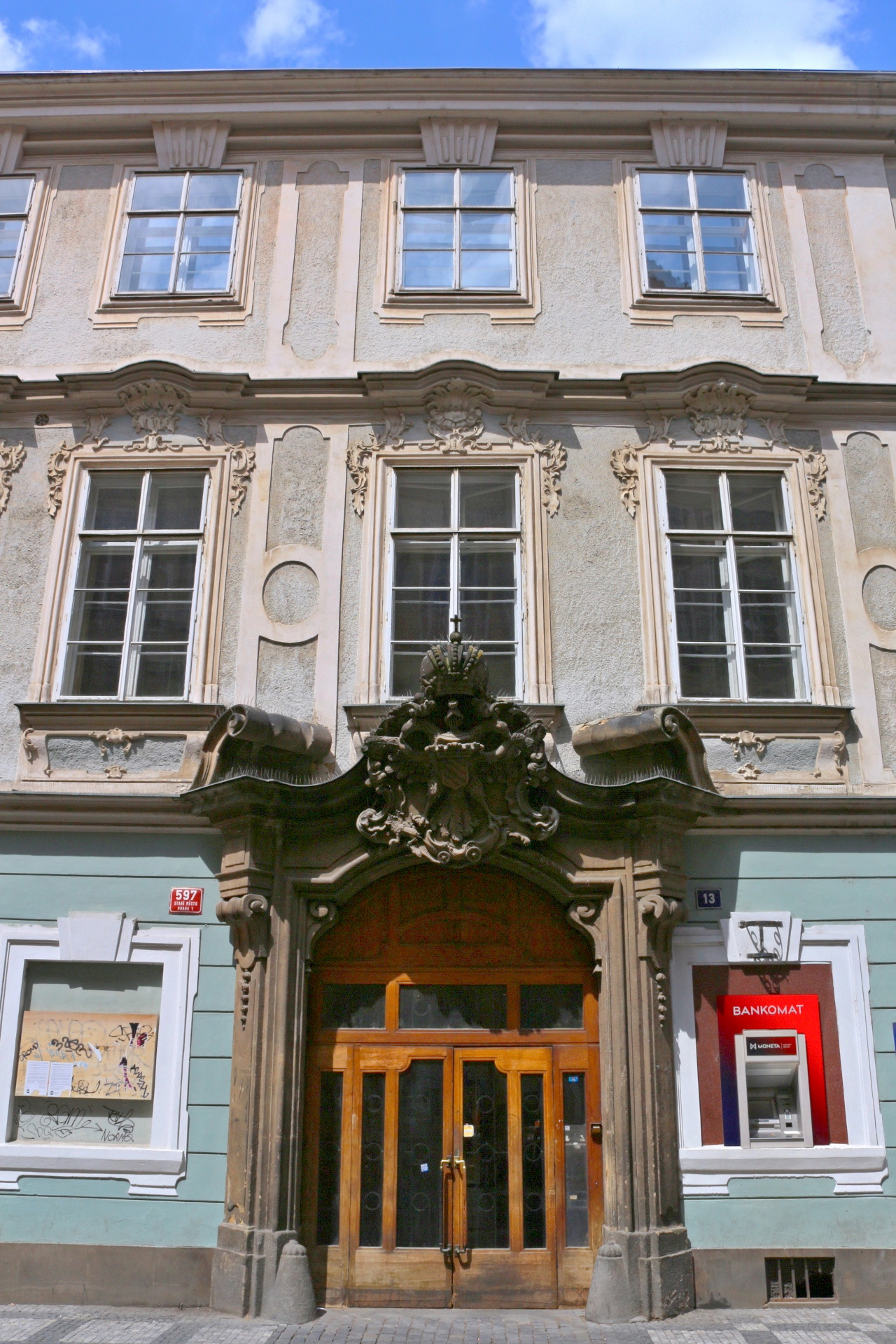
Portál v Celetné

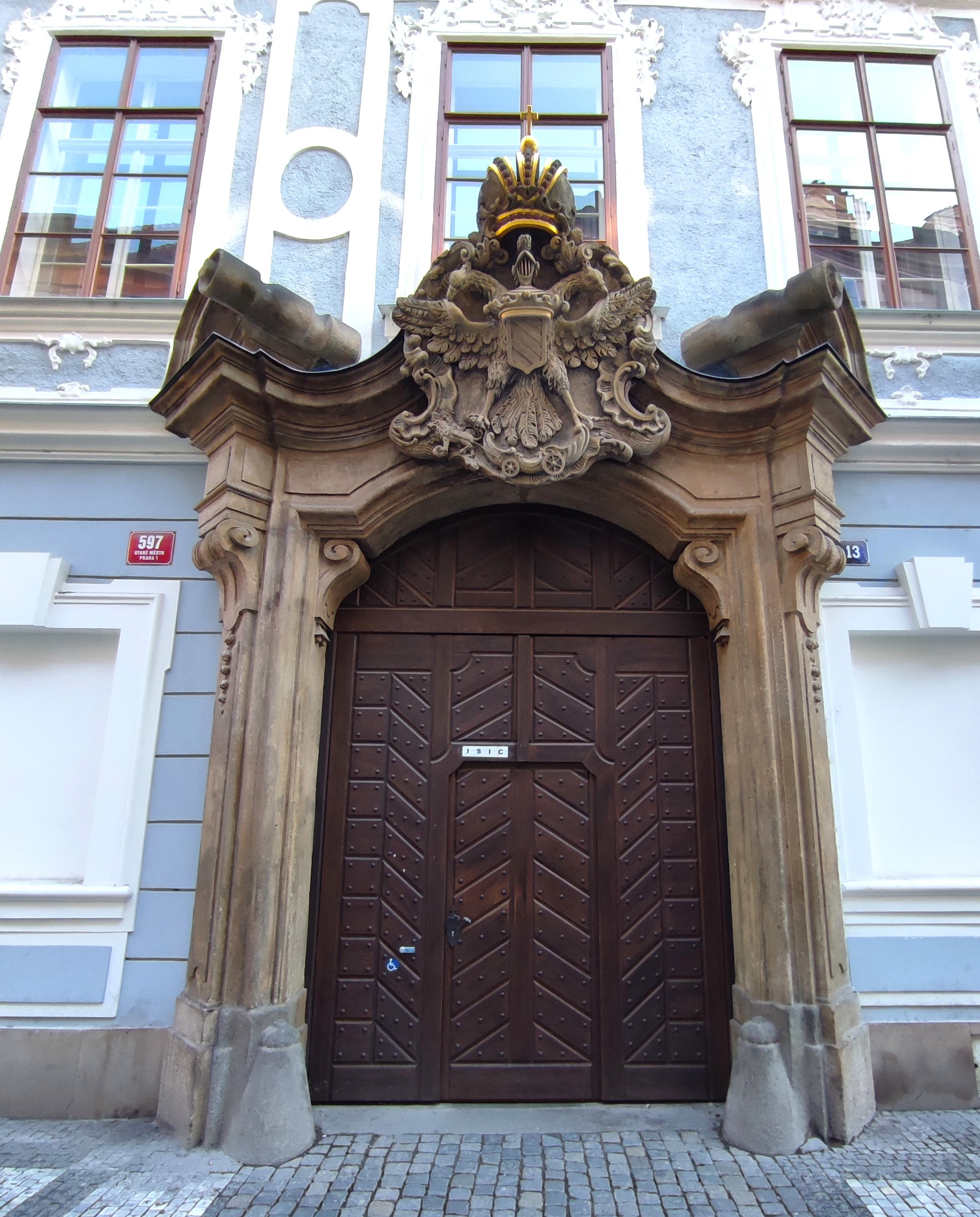
Rekonstruovaná barokní vrata

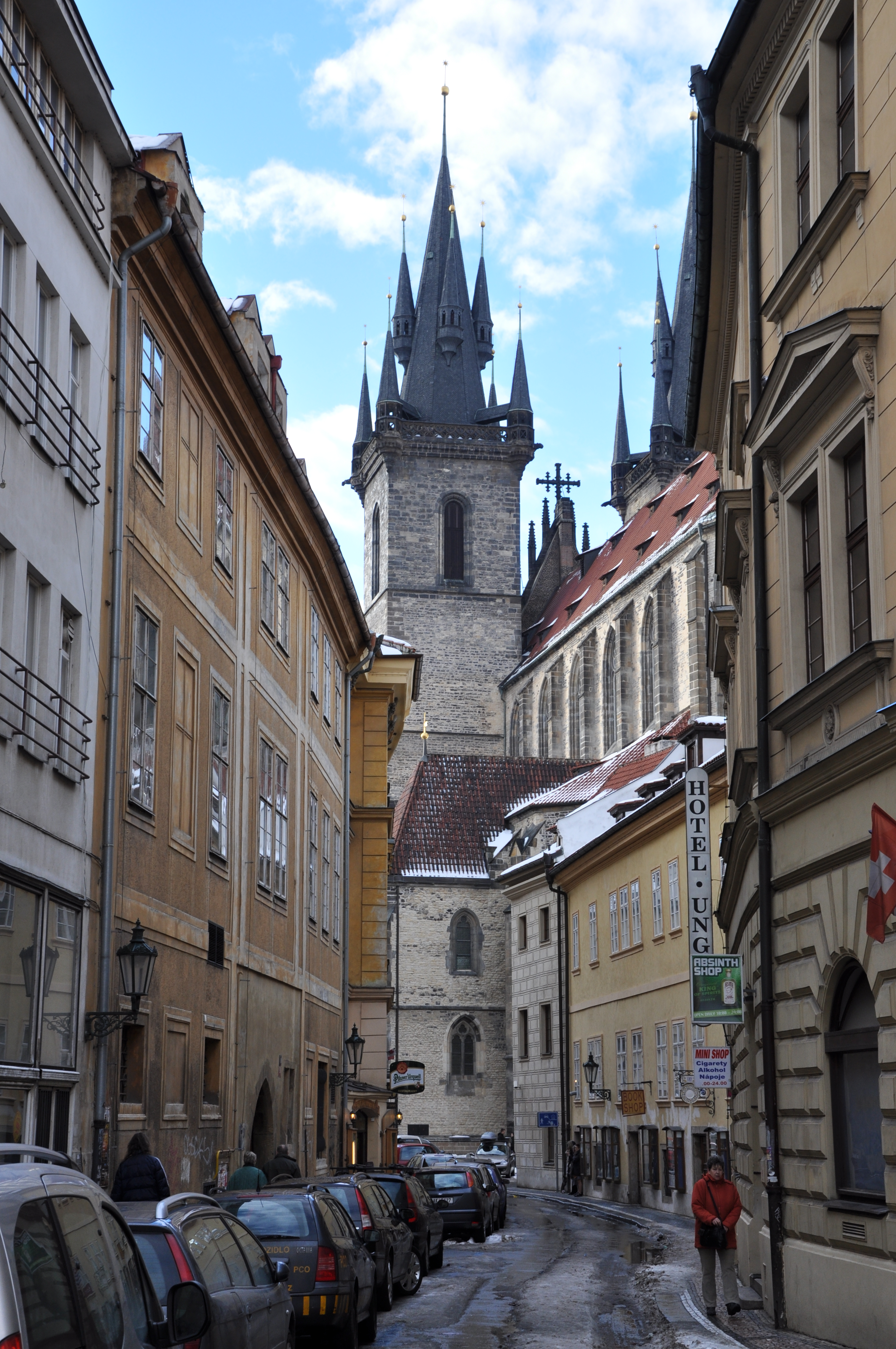
Zadní průčelí ve Štupartské (vlevo)

Palác je čtyřkřídlý objekt s hlavním křídlem v Celetné, zadní křídlo je ve Štupartské. V místě dnešního paláce stávaly dva nebo možná tři románské domy, na jejichž základech vznikl jediný gotický objekt, později renesančně upravený. Vlastnili ho Černínové, pak Hrzánové z Harrasova a v 17. století se dostal do majetku Vratislavů z Mitrovic. V 1. polovině 18. století se stal majitelem hrabě Kryštof Cavriani a palác pak prošel palác barokní úpravou, jejímž autorem byl patrně Anselmo Martin Lurago nebo František Ignác Prée.
Téměř hotový palác koupil Jan Josef Caretto-Millesimo, který přestavbu roku 1756 dokončil a nad vstup nechal osadit svůj znak.
V 19. století se v paláci provozovalo šlechtické kasino a luxusní restaurant. V roce 1848 bydlel v zadní části kněz a profesor matematiky Josef Jandera.
V 70. letech 20. století byl palác upraven jako školní zařízení, dvůr byl zastropen a byla tu vybudována knihovna; sídlil tu Ústav marxismu-leninismu. Od roku 1990 prostory paláce využívá Univerzita Karlova.

Na budově je umístěna pamětní deska s nápisem: 
| „ | CARETTO-MILLESIMOVSKÝ PALÁC DO DNEŠNÍ BAROKNÍ PODOBY PŘESTAVĚN R. 1750 S POUŽITÍM GOTICKÝCH DOMŮ PRO RODINU CAVRIANIŮ. V ZÁPADNÍ ČÁSTI DOCHOVÁNO ROMÁNSKÉ JÁDRO DVORCE. V 19. STOLETÍ BYLO V TOMTO PALÁCI ŠLECHTICKÉ KASINO | “ |
|   | |   |

Palác je dvoupatrový a uzavírá obdélné zastropené nádvoří. Východní boční křídlo má pultovou střechu, ostatní tři křídla sedlovou. Osmiosé hlavní průčelí do Celetné má v parteru monumentální kamenný portál s vytočenými pilíři a štítem stočeným do volut. Nad portálem je velká ozdobná kartuš s erbem rodu Carrettů. První patro má bohatou rokokovou štukovou výzdobu.
Průčelí do Štupartské ulice je naproti tomu jednoduché a bez ozdob, se sedmi okenními osami (některá okna jsou slepá). V přízemí se zachoval lomený gotický portál, napravo od něj je novodobě rekonstruované sdružené okno.
Dvorní fasády jsou obdobné jako průčelí do Štupartské, v jejich středu jsou nad korunní římsou nízké trojúhelné štíty.
Z původní podoby se zachovalo také několik klenutých místností v přízemí (pozdně gotické, renesanční a vrcholně barokní klenby), několikery barokní dveře nebo ostění a parketové podlahy v patře paláce a  bohatě štukované stropy. Ve sklepě pod západním křídlem se zachoval i půdorys někdejšího románského domu. Štítové stěny v krovu jsou cihlové, pravděpodobně pozdně gotické.